# Drake-Gleichung
Die Drake-Gleichung dient zur Abschätzung der Anzahl der technischen, intelligenten Zivilisationen in unserer Galaxie, der Milchstraße. Sie wurde von Frank Drake, einem US-Astrophysiker, entwickelt und im November 1961 auf einer Konferenz in Green Bank, USA, vorgestellt; sie ist daher auch als Green-Bank-Formel oder SETI-Gleichung bekannt. Die Formel wird häufig bei Überlegungen in Bezug auf die Suche nach extraterrestrischem Leben herangezogen. Es handelt sich bei der Gleichung um ein Produkt, von dem die meisten Faktoren unbekannt sind. Waren Drakes ursprüngliche Berechnungen sehr optimistisch, was die Möglichkeit von außerirdischem Leben angeht, so kommen jüngste Lösungen einer Abwandlung der Gleichung unter Einbeziehung von Wahrscheinlichkeitsverteilungen von Sandberg, Drexler und Ord (2018) zu ernüchternden Ergebnissen und legen eine nur geringe Wahrscheinlichkeit von außerirdischem Leben innerhalb und außerhalb der Milchstraße nahe.

## Vorbetrachtung
Die drakeschen Betrachtungen beziehen sich auf Leben, das sich unter bestimmten Bedingungen bezüglich der Verhältnisse von Stickstoff, Kohlenstoff und weiteren Unsicherheitsfaktoren entwickelt. Die Spezies Mensch gilt als Beweis, dass es funktionieren kann.
Das System und der Planet, auf dem sich solches Leben entwickeln soll, muss nach dieser Theorie bestimmte astronomische und physikalisch-chemische Voraussetzungen erfüllen: Der Zentralstern muss eine geeignete zirkumstellare habitable Zone aufweisen. Dies ist der Fall für Sterne der Spektralklassen F bis M und der Leuchtkraftklasse V. Damit sich einerseits Planeten mit geeigneter Chemie bilden können, andererseits diese Planeten vor allzu häufigen kosmischen Katastrophen wie Supernovaexplosionen geschützt sind, muss sich das System in der galaktischen habitablen Zone befinden.  Außerdem muss sich der Planet vor Ablauf des kosmischen habitablen Alters bilden (welches allerdings noch 10 bis 20 Milliarden Jahre andauern wird), damit noch genügend radioaktive Elemente zur Verfügung stehen, um auf dem Planeten eine Plattentektonik zu ermöglichen, die sich aus unterschiedlichen Gründen förderlich auf die Entstehung von Leben und evolutionäre Prozesse auswirkt.
Neben diesen als allgemein anerkannten Bedingungen gibt es einige Einschränkungen. Zum Beispiel geht man davon aus, dass die Rotationsachse des Planeten so geneigt sein sollte, dass es nur begrenzte jahreszeitliche Unterschiede gibt. Ein Mond in der richtigen Größe stabilisiert die Neigung der Rotationsachse und somit das Klima. Allerdings kann auch ein Planet mit hoher oder sogar chaotischer Achsneigung habitabel sein.

## Gleichung
{\displaystyle N} gibt die mögliche Anzahl der außerirdischen Zivilisationen in unserer Galaxis an, die in der Lage und gewillt wären, zu kommunizieren.
{\displaystyle N} lässt sich abschätzen zu:
{\displaystyle N=R_{*}\cdot f_{p}\cdot n_{e}\cdot f_{l}\cdot f_{i}\cdot f_{c}\cdot L\!\,}

### Die Faktoren im Einzelnen
{\displaystyle \mathbf {R_{*}} } – mittlere Sternentstehungsrate pro Jahr in unserer Galaxie
Die mittlere Sternentstehungsrate ist durch empirische Beobachtungen wie zum Beispiel durch das Hubble-Weltraumteleskop relativ gut abschätzbar und wird zwischen 4 und 19 Sonnenmassen pro Jahr veranschlagt.
Bei der Betrachtung ist allerdings zu beachten, dass ein Stern mittlerer Größenordnung benötigt wird. Sterne, die größer und leuchtstärker als die Sonne sind (Spektralklasse Typ G), verbrauchen ihre Energie in weniger als einer Milliarde Jahre, so dass für die Entwicklung von Leben auf Planeten, die einen solchen Stern umkreisen, nicht genug Zeit bliebe. Es wird deshalb nach Sternen gesucht, die mit unserer Sonne vergleichbar sind, da man davon ausgeht, dass die Entwicklung von Leben wie auf der Erde etwa eine Milliarde Jahre dauert. Etwa 7 % aller Sterne sind Sterne des Typs G.
Sterne, die kleiner als die Sonne sind, bringen entscheidende andere Nachteile. Etwa 70 % der Sterne sind leuchtschwache rote Zwerge. Zwar haben diese Sterne eine Lebensdauer, die das Tausendfache der Sonne betragen kann, dafür sind ihre Leuchtkraft sowie ihre Masse und Gravitationskraft wesentlich geringer, wodurch die habitable Zone sehr nah beim Zentralgestirn liegt, wo Planeten starken Gezeitenkräften ausgesetzt sind. Die Gezeitenreibung kann so stark sein, dass zwischen Stern und Planet eine gebundene Rotation entsteht, womit eine Hälfte des Planeten ständig dem Stern zugewandt und heiß wäre, während die andere Hälfte in ständiger Nacht läge. Außerdem sind rote Zwerge viel aktiver als sonnenähnliche Sterne. Starke magnetische Aktivität führt zu mehr Protuberanzen und stärkerer kosmischer Strahlung, was der Entwicklung von Leben abträglich ist. Und schließlich strahlen rote Zwerge vor allem im infraroten Bereich des Lichts, womit auf Planeten dieses Sternsystems wahrscheinlich keine effektive Photosynthese möglich wäre.
Ferner ist ungefähr jede zweite Entstehung ein Doppel- oder Mehrfachsternsystem. Es handelt sich hierbei um zwei oder mehr Sterne, die sich gegenseitig umkreisen, genauer gesagt, um ihren gemeinsamen Schwerpunkt rotieren. Physikalische Simulationen haben gezeigt, dass Planeten in solchen Systemen eine äußerst instabile Bahn haben und früher oder später in eine der Sonnen abstürzen oder gänzlich aus dem System hinausgeschleudert werden (Drei- und Mehrkörperproblem). Eine Ausnahme bilden Planeten, die von ihren Sonnen so weit entfernt sind, dass die Anziehungskraft der beiden Sterne auf den Planeten wie die eines einzelnen Sterns wirkt und der Planet dadurch wieder eine stabilere Bahn hat (Zweikörperproblem). Die Wahrscheinlichkeit, dass ein Mehrfachsternsystem über längere Zeit Planeten hat, galt lange als sehr gering, allerdings sind mittlerweile bei mehreren Doppelsternen planetarische Begleiter gefunden worden.
{\displaystyle \mathbf {f_{p}} } – Anteil an Sternen mit Planetensystem
Wie viele Sterne in unserer Galaxie haben ein Planetensystem? Beobachtungen zeigen, dass ungefähr die Hälfte aller Sterne Planetensysteme wie unsere Sonne haben kann. Seit 1995 wurden mit sehr empfindlichen Detektoren durch Messung der Radialgeschwindigkeit von Sternen und Beobachtungen von Planetentransits bereits über 5.280 extrasolare Planeten entdeckt (Stand: April 2023). Mit zunehmender Genauigkeit der Instrumente, neuen Methoden und besser auflösenden Teleskopen werden noch genauere Messungen möglich sein. Besonders die Mission des Weltraumteleskops Kepler hat die Anzahl der entdeckten kleineren Planeten vervielfacht. Vorher konnten vor allem extrasolare Planeten, die sehr massereich (mehrere Jupitermassen) und/oder sehr nahe an ihrem Stern sind, gefunden werden. In beiden Fällen gibt es voraussichtlich sehr unwirtliche Lebensbedingungen.
{\displaystyle \mathbf {n_{e}} } – durchschnittliche Anzahl der Planeten (pro Stern) innerhalb der Ökosphäre
Die Ökosphäre ist der Bereich im Planetensystem, in dem die physikalischen Bedingungen die Entstehung von Leben nicht von vornherein ausschließen. Ein Planet darf, je nach Sonnengröße, nicht zu nah und nicht zu weit von seinem Stern entfernt sein.
Ist er zu weit weg, ist er zu kalt; ist er zu nahe, ist er zu heiß und der Sonnenwind bläst die Atmosphäre weg. In unserem Sonnensystem befinden sich Venus, Mars und Erde in der Ökosphäre. 2007 wurden erstmals zwei Exoplaneten entdeckt, die sich in der habitablen Zone befinden könnten: HD 209458 b und der von seinen Entdeckern als erdähnlich bezeichnete Planet Gliese 581 c. Ob die Bedingungen dort aber wirklich lebensfreundlich sind, ist unter Wissenschaftlern umstritten.
Statistische Analysen der Daten des Kepler-Teleskops deuten darauf hin, dass es in der Milchstraße mehrere Milliarden erdgroße Planeten in der Ökosphäre um sonnenähnliche Sterne gibt.
{\displaystyle \mathbf {f_{l}} } – Anteil an Planeten mit Leben
Auf wie vielen Planeten in der Ökosphäre entsteht Leben? Für diesen Faktor gibt es keine wissenschaftlich belegbaren Zahlen, denn bisher gibt es nur das Beispiel unseres Sonnensystems. Für die Zukunft erwartet man, mit empfindlicheren Geräten die chemische Zusammensetzung der Atmosphäre von Exoplaneten untersuchen zu können.
{\displaystyle \mathbf {f_{i}} } – Anteil an Planeten mit intelligentem Leben
Wenn sich auf einem Planeten Leben entwickelt, so muss es sich nicht zu intelligentem Leben entwickeln. Auch für diesen Faktor gibt es keine wissenschaftlich belegbaren Zahlen.
{\displaystyle \mathbf {f_{c}} } – Anteil an Planeten mit Interesse an interstellarer Kommunikation
Wie viele der intelligenten Zivilisationen haben Interesse an Kommunikation mit anderen Individuen? Denn nur wenn sie Interesse an Kommunikation haben, besteht für uns die Möglichkeit, sie zu finden. Man geht davon aus, dass extraterrestrische intelligente Wesen auch auf die Suche nach Leben gehen.
{\displaystyle \mathbf {L} } – Lebensdauer einer technischen Zivilisation in Jahren
Als technische Zivilisation bezeichnet man zum Beispiel eine Zivilisation, die in der Lage ist, ein Radiosignal aus dem Weltraum zu empfangen und ein Signal in den Weltraum zu senden. Leben auf Planeten ist durch externe und interne Faktoren bedroht. Eine komplette Zerstörung kann durch Ereignisse ausgelöst werden, die in der Erdgeschichte schon mehrmals zu Massenaussterben geführt haben. Dazu zählen drastische Klimaveränderungen, z. B. durch massive Vulkanausbrüche und Einschläge von Kometen oder Kleinplaneten. Denkbar wäre auch die Selbstzerstörung einer technischen Zivilisation und die Zerstörung einer technischen intelligenten Zivilisation durch eine andere Spezies wie z. B. ein Virus.
Da die Lebensdauer von Sternen begrenzt ist, ist auch die Lebensdauer einer Zivilisation im jeweiligen Sonnensystem begrenzt.

## Unsicherheiten
Bestimmend für die Aussagekraft der Drake-Gleichung sind die Unsicherheiten der einzelnen Faktoren. Besonders zu den letzten drei Faktoren gibt es bestenfalls sehr weit streuende Vermutungen über den korrekten Wert. Dadurch wird die aus dem Produkt unsicherer Faktoren abgeschätzte Gesamtzahl intelligenter Zivilisationen extrem ungenau.
Die Drake-Gleichung bezieht sich nur auf unsere Galaxie, die Milchstraße, die eine Balkenspiralgalaxie ist. Diesem Balkenspiraltyp entsprechen nach heutigen Kenntnissen etwa 2/3 der im Universum befindlichen Galaxien. Unter der Voraussetzung, dass das heute beobachtbare Universum ca. 50–100 Milliarden Galaxien ähnlichen Typs beherbergt, müsste der Wert aus der Drake-Gleichung für das gesamte Universum mit einem entsprechenden Faktor multipliziert werden. Damit erhöht sich zwar die abgeschätzte Gesamtzahl möglicher Zivilisationen ganz erheblich, bleibt jedoch aufgrund bislang unzureichender Daten aus anderen Galaxien immer noch extrem ungenau. Die ermittelten Schätzwerte basieren zudem auf der Hochrechnung von lediglich vermuteten Ähnlichkeiten der Ausgangsdaten in allen Galaxien.
Die Drake-Gleichung bezieht sich explizit nicht nur auf die theoretisch mögliche Anzahl von Zivilisationen, sondern auf die praktische Möglichkeit von Kontakten. Da schon die nächste weitere Galaxie, der Andromeda-Nebel, 2,5 Millionen Lichtjahre entfernt ist, kommen diese und alle weiteren für praktische Kontaktaufnahme nicht in Betracht.

## Kritik, Diskussion und Erweiterungen
Der Biologe Ernst Mayr hat darauf hingewiesen, dass sich unter den circa 50 Milliarden Arten, die die Erde hervorgebracht hat, lediglich eine befinde, die Intelligenz entwickelt habe.
Michael Schmidt-Salomon meinte, analog zu biologischen Selektionsprozessen fände ein ähnlicher auf kosmischer Ebene statt, und dass nur solche Planeten langfristig höhere Lebensformen erhalten, die Spezies hervorbringen, die die Artenvielfalt gegenüber äußeren Bedrohungen wie Impaktereignissen vor Massenaussterben schützen können. Diese Fähigkeit wird gegenwärtig auf der Erde durch Forschungsprogramme zur planetaren Verteidigung wie NEOShield angestrebt.
1983 schlug David Brin eine erweiterte Drake-Gleichung vor. Er benennt in seinem Text eine ganze Reihe weiterer physikalischer, biologischer und sozialer Faktoren, die für einen Erstkontakt mit anderen intelligenten Spezies bedeutsam sein können. Der Großteil diese Faktoren wirkt sich eher einschränkend aus und bietet zusätzlich Erklärungen für die Große Stille (Great Silence), der wir uns als Menschheit bei der Suche nach intelligentem Leben scheinbar gegenübersehen.
2000 polemisierte Stanisław Lem im Kontext der Drake-Gleichung, dass aus einer Null an Information nichts als eine Null an Information herauszuholen sei.
2010 publizierte der Astronom und technische Direktor der IAA Claudio Maccone eine komplexere Version der Gleichung, die Statistische Drake-Gleichung.
Der Astrophysiker Martin Elvis adaptierte 2013 die Drake-Gleichung, um erste Abschätzungen über eine mögliche Anzahl von Asteroiden treffen zu können, die für Weltraumbergbau in Frage kommen könnten.

## Modelle
Auf der oben genannten Green-Bank-Konferenz wurden für die Drake-Gleichung drei Modelle dargestellt:
1. Konservatives Modell: Eine Zivilisation in unserer Milchstraße.
2. Optimistisches Modell: 100 Zivilisationen in unserer Milchstraße, 5000 Lichtjahre mittlerer Abstand zweier sendender Zivilisationen.
3. Enthusiastisches Modell: 4.000.000 Zivilisationen in unserer Milchstraße, 150 Lichtjahre mittlerer Abstand zweier sendender Zivilisationen.

Wenngleich diese Angaben angesichts der geschilderten enormen Unsicherheiten nicht widerlegt werden können, gehen verschiedene spätere Quellen von wesentlich kleineren Werten für das zweite und dritte Modell aus. Zum einen wird die Ökosphäre deutlich enger, wenn man hier schon die prinzipielle Möglichkeit komplexeren Lebens einbezieht. Zum anderen setzen die obigen Modelle voraus, dass mit großer Wahrscheinlichkeit irgendwann Leben entsteht, wenn über einen langen Zeitraum die Bedingungen hierfür günstig sind.
Der amerikanische Astronom und Exobiologe Carl Sagan schätzte die Anzahl an Zivilisationen auf zehn.

## Videos
- Carl Sagan - Cosmos - Drake Equation (engl. Video mit Erläuterungen von Carl Sagan zur Drake-Gleichung)
- Sind wir allein im Universum? (1/2) aus der Fernseh-Sendereihe alpha-Centauri (ca. 15 Minuten). Erstmals ausgestrahlt am 20. Dez. 1998.